# VPSKeys

Cửa sổ tùy chọn của VPSKeys 4.2

VPSKeys là bộ gõ tiếng Việt miễn phí do Hội Chuyên gia Việt Nam (VPS) phát triển. Đây là một trong những bộ gõ tiếng Việt đầu tiên, cho phép thêm dấu vào chữ Việt khi nhập văn bản trên máy tính nào chạy hệ điều hành Microsoft Windows. Phiên bản đầu tiên hỗ trợ Windows 3.1 được phát hành năm 1993. Phiên bản gần đây nhất là 4.3 vào tháng 10 năm 2007.

## Tính năng
VPSKeys hỗ trợ các kiểu gõ Telex, VNI, và VIQR và một số bảng mã. Một tính năng đặc biệt của nó là "Tự Điển Hỏi Ngã", bộ kiểm tra chính tả chuyên môn về vấn đề nhầm lẫn dấu hỏi hay dấu ngã.

## Bị hacker xâm nhập
Tháng 3 năm 2010, Google và McAfee tuyên bố trên blog an ninh máy tính của hai công ty rằng họ nghi ngờ các hacker đã lẻn vào website của Hội Chuyên gia Việt Nam để thay thế VPS với một phiên bản nhiễm trojan. Trojan này là thành phần của một botnet tự động tạo kết nối đến một số blog theo mệnh lệnh từ xa. Google và McAfee cho rằng đây là một tấn công từ chối dịch vụ phân tán chống lại những trang Web phản đối dự án khai thác bô xít ở Tây Nguyên. McAfee đặt tên hiệu W32/VulcanBot cho trojan và kết luận rằng những tin tặc là những người có thể có quan hệ với chính phủ Cộng hòa Xã hội Chủ nghĩa Việt Nam. Tuy nhiên, Nguyễn Tử Quảng của Bkis cho rằng kết luận của McAfee là "hơi vội vàng". Bộ Ngoại giao Việt Nam cho rằng ý kiến của Google và McAfee là "không có cơ sở".
Hội Chuyên gia Việt Nam đã phát hiện tin tặc xâm nhập máy chủ từ ngày 22 tháng 1 năm 2010 và đã khôi phục phiên bản không nhiễm trojan từ lúc đó, nhưng không thông báo rộng rãi vì tưởng đã giải quyết vấn đề.